# 2010年のパシフィック・リーグクライマックスシリーズ
2010年のパシフィック・リーグクライマックスシリーズは、2010年10月に開催された、日本プロ野球パシフィック・リーグのクライマックスシリーズである。

## 概要
クライマックスシリーズは、日本選手権シリーズの出場権を懸けたプレーオフトーナメントである。冠スポンサーはマニュライフ生命で「2010 マニュライフ生命 クライマックスシリーズ パ」と銘打って開催した。

### ファーストステージ
2010年度レギュラーシーズン第2位の埼玉西武ライオンズと同第3位の千葉ロッテマリーンズが3戦2勝先取制で争い、勝者がファイナルステージに進出する。
会期：10月9日から10月11日（13日までに試合が消化されない場合は打ち切り） 
球場：西武ドーム

### ファイナルステージ
2010年度レギュラーシーズン第1位チームの福岡ソフトバンクホークス（1勝分のアドバンテージが与えられる）とファーストステージの勝者の千葉ロッテマリーンズが6戦4勝先取制で争い、勝者が日本選手権シリーズへの出場権を得る。
もし西武が勝ち上がっていたら、史上初となるゲーム差0の戦いとなっていた。
会期：10月14日から10月19日（21日までに試合が消化されない場合は打ち切り）
球場：福岡Yahoo!JAPANドーム

### トーナメント表
|  | 1stステージ（準決勝） | 1stステージ（準決勝） |                               |         | ファイナルステージ（決勝） | ファイナルステージ（決勝） |
|  |                       |                       |                               |         |                            |                            |
|  |                       |                       |                               |         |                            |                            |
|  |                       |                       |                               |         |                            |                            |
|  |                       |                       |                               |         |                            |                            |
|  |                       |                       | （6戦4勝制） 福岡ヤフードーム |         |                            |                            |
|  |                       |                       |                               |         |                            |                            |
|  | ソフトバンク          | ☆●○○●●●               |                               |         |                            |                            |
|  | ソフトバンク          | ☆●○○●●●               | （3戦2勝制） 西武ドーム       |         |                            |                            |
|  |                       |                       | ロッテ                        | ★○●●○○○ |                            |                            |
|  | 西武                  | ●●                    | ロッテ                        | ★○●●○○○ |                            |                            |
|  | 西武                  | ●●                    |                               |         |                            |                            |
|  | ロッテ                | ○○                    |                               |         |                            |                            |
|  | ロッテ                | ○○                    |                               |         |                            |                            |
|  |                       |                       |                               |         |                            |                            |
|  |                       |                       |                               |         |                            |                            |
|  |                       |                       |                               |         |                            |                            |
|  |                       |                       |                               |         |                            |                            |

☆・★=ファイナルステージのアドバンテージによる1勝・1敗分

## 試合結果

### ファーストステージ

#### 第1戦（10月9日）
●西武 5－6 ロッテ○　（西武ドーム）
|        | 1 | 2 | 3 | 4 | 5 | 6 | 7 | 8 | 9 | 10 | 11 | R | H  | E |
| ------ | - | - | - | - | - | - | - | - | - | -- | -- | - | -- | - |
| ロッテ | 0 | 0 | 0 | 0 | 0 | 0 | 0 | 1 | 4 | 0  | 1  | 6 | 11 | 2 |
| 西武   | 0 | 1 | 0 | 0 | 0 | 0 | 0 | 4 | 0 | 0  | 0  | 5 | 13 | 0 |

1. ロ：成瀬 (7回0/3) - 内 (0回2/3) - 伊藤 (1回1/3) - ○小林宏 (2回)
2. 西：涌井 (8回) - シコースキー (0回1/3) - 小野寺　(0回2/3) - H岡本篤 (1回) - ●土肥 (0回0/3) - 長田 (1回)
3. 勝利：小林宏（1勝）
4. 敗戦：土肥（1敗）
5. 本塁打
ロ：西岡1号（8回1点・涌井）、福浦1号（11回1点・土肥）
西：中村1号（2回1点・成瀬）
6. * 開始 13時00分　観衆 33,918人　時間 4時間27分
  - 審判　球審＝津川 塁審＝栄村、秋村、中村 外審＝柳田、川口

オーダー
| ロッテ | ロッテ | ロッテ   |
| 打順   | 守備   | 選手     |
| ------ | ------ | -------- |
| 1      | [遊]   | 西岡     |
| 2      | [中]左 | 清田     |
| 3      | [二]   | 井口     |
| 4      | [右]   | サブロー |
| 5      | [指]   | 福浦     |
| 6      | [三]   | 今江     |
| 7      | [一]   | 金泰均   |
| 8      | [左]   | 大松     |
|        | 走中   | 岡田     |
| 9      | [捕]   | 的場     |
|        | 打     | 塀内     |
|        | 捕     | 里崎     |

| 西武 | 西武 | 西武           |
| 打順 | 守備 | 選手           |
| ---- | ---- | -------------- |
| 1    | [中] | 栗山           |
| 2    | [二] | 阿部           |
| 3    | [遊] | 中島           |
| 4    | [一] | フェルナンデス |
| 5    | [三] | 中村           |
| 6    | [右] | 高山           |
| 7    | [指] | 後藤           |
|      | 打指 | 石井義         |
| 8    | [左] | 佐藤           |
| 9    | [捕] | 細川           |
|      | 打   | 大島           |
|      | 捕   | 銀仁朗         |

初戦の先発は西武は涌井、ロッテは成瀬。西武は2回裏に中村の本塁打で先制し、試合の主導権を握った。ロッテは8回表に西岡の本塁打で同点に追いつく。8回裏に成瀬が降板すると、西武は2死満塁から大島の2点適時打に相手の失策も絡んで勝ち越し、さらに栗山の適時打で突き放す。しかし9回表に涌井が降板すると、ロッテも1死満塁から金泰均の2点適時打、さらに再び満塁とすると里崎が2点適時打を放って同点に追いつき、パリーグのクライマックスシリーズとしては初の延長戦に突入。西武は10回裏、1死2塁で阿部がサヨナラ適時打性の打球を放つが、レフト清田の好捕もあり無得点となると、ロッテは11回表に福浦が本塁打を放ちこれが決勝点となり勝利。ロッテがファイナルステージ進出へ王手をかけた。

#### 第2戦（10月10日）
●西武 4－5 ロッテ○　（西武ドーム）
|        | 1 | 2 | 3 | 4 | 5 | 6 | 7 | 8 | 9 | 10 | 11 | R | H  | E |
| ------ | - | - | - | - | - | - | - | - | - | -- | -- | - | -- | - |
| ロッテ | 0 | 1 | 0 | 0 | 0 | 1 | 1 | 0 | 1 | 0  | 1  | 5 | 12 | 0 |
| 西武   | 3 | 0 | 1 | 0 | 0 | 0 | 0 | 0 | 0 | 0  | 0  | 4 | 9  | 1 |

1. ロ：マーフィー (3回) - 渡辺俊 (3回2/3) - 薮田 (1回) - 吉見 (0回1/3) - H伊藤 (1回1/3) - ○内 (0回2/3) - S小林宏 (1回)
2. 西：岸 (7回) - H岡本篤 (1回) - 長田 (1回) - ●小野寺 (2回)
3. 勝利：内（1勝）
4. セーブ：小林宏（1勝1S）
5. 敗戦：小野寺（1敗）
6. 本塁打
ロ：今江1号（2回1点・岸）、里崎1号（9回1点・長田）
7. * 開始 13時00分　観衆 33,911人　時間 4時間21分
  - 審判　球審＝中村 塁審＝柳田、栄村、川口、外審＝津川、秋村

オーダー
| ロッテ | ロッテ | ロッテ   |
| 打順   | 守備   | 選手     |
| ------ | ------ | -------- |
| 1      | [遊]   | 西岡     |
| 2      | [中]左 | 清田     |
| 3      | [二]   | 井口     |
| 4      | [右]   | サブロー |
| 5      | [指]   | 福浦     |
| 6      | [三]   | 今江     |
| 7      | [一]   | 金泰均   |
| 8      | [左]   | 大松     |
|        | 走中   | 岡田     |
| 9      | [捕]   | 的場     |
|        | 打捕   | 里崎     |

| 西武 | 西武 | 西武           |
| 打順 | 守備 | 選手           |
| ---- | ---- | -------------- |
| 1    | [中] | 栗山           |
| 2    | [二] | 阿部           |
|      | 打   | 石井義         |
|      | 二   | 原             |
|      | 打   | 浅村           |
| 3    | [遊] | 中島           |
| 4    | [一] | フェルナンデス |
| 5    | [三] | 中村           |
| 6    | [右] | 高山           |
|      | 打右 | 大島           |
| 7    | [指] | ブラウン       |
| 8    | [左] | 佐藤           |
| 9    | [捕] | 細川           |
|      | 打   | 上本           |

第2戦の先発は西武は岸、ロッテはマーフィー。西武は1回裏に2死1,2塁から中村の適時打、さらに満塁からブラウンの2点適時打で3点を先制。ロッテは2回表に今江のソロ本塁打で1点を返すが、西武は3回裏に1死3塁からブラウンの犠飛で1点を追加。ロッテは6回表に無死1,2塁からサブローの適時打、7回表に無死2塁から里崎の適時打で1点差に詰め寄る。西武は8回裏、2死2塁で栗山が安打を放つが、走者佐藤が本塁で憤死となり無得点となると、その直後の9回表にロッテは里崎の本塁打で同点に追いつき、2戦連続の延長戦に突入する（2戦連続の延長戦は両リーグのクライマックスシリーズを通じて初）。11回表にロッテは2死1,2塁から井口が適時打を放って勝ち越しに成功すると、11回裏は小林宏が抑えてゲームセット。ロッテが2連勝でファイナルステージ進出を決めた。一方の西武は片岡易之を怪我で欠き、リリーフ陣が終盤でことごとく打ち込まれ、さらに2戦ともサヨナラのチャンスを作るも全て無得点となり、2連敗で敗退した。
西武の敗退により、パリーグ全6チームがクライマックスシリーズのファースト（第1）ステージ、またはファイナル（第2）ステージのいずれかで敗退の経験を持つ事となった。

### ファイナルステージ

#### 第1戦（10月14日）
●ソフトバンク 1－3 ロッテ○　（ヤフードーム）
|              | 1 | 2 | 3 | 4 | 5 | 6 | 7 | 8 | 9 | R | H | E |
| ------------ | - | - | - | - | - | - | - | - | - | - | - | - |
| ロッテ       | 0 | 3 | 0 | 0 | 0 | 0 | 0 | 0 | 0 | 3 | 7 | 0 |
| ソフトバンク | 0 | 0 | 0 | 0 | 1 | 0 | 0 | 0 | 0 | 1 | 4 | 0 |

1. ロ：○成瀬 (9回)
2. ソ：●杉内 (6回1/3) - 金澤 (0回2/3) - 森福(1回) - 甲藤 (1回)
3. 勝利：成瀬（1勝）
4. 敗戦：杉内（1敗）
5. 本塁打
ロ：大松1号（2回3点・杉内）
6. * 開始 18時00分　観衆 35,118人　時間 3時間23分
  - 審判　球審＝丹波 塁審＝秋村、東、佐藤、外審＝栄村、柳田

オーダー
| ロッテ | ロッテ | ロッテ   |
| 打順   | 守備   | 選手     |
| ------ | ------ | -------- |
| 1      | [遊]   | 西岡     |
| 2      | [中]左 | 清田     |
| 3      | [二]   | 井口     |
| 4      | [右]   | サブロー |
| 5      | [三]   | 今江     |
| 6      | [指]   | 今岡     |
| 7      | [一]   | 金泰均   |
| 8      | [左]   | 大松     |
|        | 中     | 岡田     |
| 9      | [捕]   | 的場     |

| ソフトバンク | ソフトバンク | ソフトバンク |
| 打順         | 守備         | 選手         |
| ------------ | ------------ | ------------ |
| 1            | [遊]         | 川崎         |
| 2            | [二]         | 本多         |
| 3            | [左]         | 松中         |
| 4            | [一]         | 小久保       |
| 5            | [右]         | 多村         |
| 6            | [指]         | ペタジーニ   |
|              | 打指         | オーティズ   |
| 7            | [中]         | 長谷川       |
| 8            | [三]         | 松田         |
| 9            | [捕]         | 田上         |

初戦の先発はソフトバンクは杉内、ロッテはファーストステージ第1戦から中4日の成瀬。ロッテは2回表、今岡と金泰均の連打で無死1,3塁から大松が3ラン本塁打を放ち先制。ソフトバンクは5回裏に1死2塁から川崎の適時打で1点を返すが、成瀬はその後1人も走者を許さず、結局9回を投げ切り完投でロッテが先勝。ソフトバンクにはアドバンテージの1勝があるため、両チーム1勝1敗のタイとなった。
なお、8回表のサブローの打球に対し、クライマックスシリーズ初のビデオ判定が行われた（結果は、打球がトップフェンスでの跳ね返りにより2塁打と判定された）。

#### 第2戦（10月15日）
○ソフトバンク 3－1 ロッテ●　（ヤフードーム）
|              | 1 | 2 | 3 | 4 | 5 | 6 | 7 | 8 | 9 | R | H | E |
| ------------ | - | - | - | - | - | - | - | - | - | - | - | - |
| ロッテ       | 1 | 0 | 0 | 0 | 0 | 0 | 0 | 0 | 0 | 1 | 2 | 3 |
| ソフトバンク | 0 | 2 | 1 | 0 | 0 | 0 | 0 | 0 | X | 3 | 4 | 0 |

1. ロ：●ペン (3回) - 小野 (2回) - 薮田(2回) - 内 (1回)
2. ソ：○和田 (9回)
3. 勝利：和田（1勝）
4. 敗戦：ペン（1敗）
5. 本塁打
ロ：清田1号（1回1点・和田）
6. * 開始 18時00分　観衆 35,876人　時間 2時間31分
  - 審判　球審＝柳田 塁審＝栄村、秋村、東、外審＝丹波、佐藤

オーダー
| ロッテ | ロッテ | ロッテ   |
| 打順   | 守備   | 選手     |
| ------ | ------ | -------- |
| 1      | [遊]   | 西岡     |
| 2      | [中]   | 清田     |
| 3      | [二]   | 井口     |
| 4      | [右]   | サブロー |
| 5      | [三]   | 今江     |
| 6      | [指]   | 今岡     |
| 7      | [一]   | 金泰均   |
| 8      | [左]   | 大松     |
|        | 打     | 青野     |
|        | 左     | 南       |
| 9      | [捕]   | 的場     |
|        | 打捕   | 里崎     |

| ソフトバンク | ソフトバンク | ソフトバンク |
| 打順         | 守備         | 選手         |
| ------------ | ------------ | ------------ |
| 1            | [遊]         | 川崎         |
| 2            | [二]         | 本多         |
| 3            | [左]         | 松中         |
|              | 左           | 長谷川       |
| 4            | [一]         | 小久保       |
| 5            | [右]         | 多村         |
| 6            | [指]         | オーティズ   |
| 7            | [三]         | 松田         |
| 8            | [中]         | 江川         |
|              | 中           | 城所         |
| 9            | [捕]         | 山崎         |

第2戦の先発はソフトバンクはシーズン最多勝の和田、ロッテはペン。ロッテは1回表に清田がソロ本塁打を放ち先制。ソフトバンクは2回裏に多村の安打と三塁手今江の悪送球などで1死満塁とすると山崎が右前に2点適時打を放ち逆転。さらに3回裏にも井口と的場の相次ぐ悪送球で本多が3塁に進み、ここで小久保が犠牲フライを放ち1点を追加。和田は3回以降は走者を1人も出さない投球で完投勝利。ソフトバンクが2勝1敗で再び白星先行とした。ロッテは和田の前にクライマックスシリーズ最少の2安打と打ちあぐねた他、3つのエラーが全て失点に絡む形となった。

#### 第3戦（10月16日）
○ソフトバンク 1－0 ロッテ●　（ヤフードーム）
|              | 1 | 2 | 3 | 4 | 5 | 6 | 7 | 8 | 9 | R | H | E |
| ------------ | - | - | - | - | - | - | - | - | - | - | - | - |
| ロッテ       | 0 | 0 | 0 | 0 | 0 | 0 | 0 | 0 | 0 | 0 | 4 | 1 |
| ソフトバンク | 1 | 0 | 0 | 0 | 0 | 0 | 0 | 0 | X | 1 | 4 | 0 |

1. ロ：●マーフィー (4回2/3) - 薮田 (1回1/3) - 内(1回) - 伊藤 (1回)
2. ソ：○ホールトン (5回2/3) - H森福 (1回) - H攝津(1回1/3) - S馬原 (1回)
3. 勝利：ホールトン（1勝）
4. セーブ：馬原（1S）
5. 敗戦：マーフィー（1敗）
6. * 開始 13時00分　観衆 36,664人　時間 2時間56分
  - 審判　球審＝佐藤 塁審＝丹波、栄村、秋村、外審＝柳田、東

オーダー
| ロッテ | ロッテ | ロッテ   |
| 打順   | 守備   | 選手     |
| ------ | ------ | -------- |
| 1      | [遊]   | 西岡     |
| 2      | [三]   | 今江     |
| 3      | [二]   | 井口     |
| 4      | [右]   | サブロー |
| 5      | [指]   | 福浦     |
|        | 打指   | 今岡     |
|        | 打指   | 岡田     |
| 6      | [捕]   | 里崎     |
| 7      | [一]   | 金泰均   |
| 8      | [左]   | 大松     |
| 9      | [中]   | 清田     |

| ソフトバンク | ソフトバンク | ソフトバンク |
| 打順         | 守備         | 選手         |
| ------------ | ------------ | ------------ |
| 1            | [遊]         | 川崎         |
| 2            | [二]         | 本多         |
| 3            | [左]         | 松中         |
|              | 左           | 明石         |
| 4            | [一]         | 小久保       |
| 5            | [右]         | 多村         |
| 6            | [指]         | オーティズ   |
| 7            | [三]         | 松田         |
| 8            | [中]         | 江川         |
|              | 中           | 城所         |
| 9            | [捕]         | 山崎         |

第3戦の先発はソフトバンクはホールトン、ロッテはファーストステージ第2戦から中5日でマーフィー。ソフトバンクは1回裏、川崎の四球、本多の犠打にマーフィーの悪送球が絡み、2死2,3塁からマーフィーのワイルドピッチにより3塁走者川崎が生還し無安打で1点を先制。その後は両チームともにチャンスにあと一本が出ない展開が続き、結果としてこの1点が決勝点となりソフトバンクの勝利。3勝1敗となったソフトバンクが日本シリーズ進出へ王手をかけた。ロッテは昨日に引き続き打線がソフトバンク投手陣に抑えられ、守備のミスが失点につながる結果となった。
この試合はプレーオフ・クライマックスシリーズ通じて初となる「両軍の打点ゼロの試合」となった。

#### 第4戦（10月17日）
●ソフトバンク 2－4 ロッテ○　（ヤフードーム）
|              | 1 | 2 | 3 | 4 | 5 | 6 | 7 | 8 | 9 | R | H | E |
| ------------ | - | - | - | - | - | - | - | - | - | - | - | - |
| ロッテ       | 0 | 1 | 0 | 1 | 0 | 1 | 0 | 0 | 1 | 4 | 8 | 0 |
| ソフトバンク | 0 | 0 | 0 | 0 | 0 | 0 | 0 | 0 | 2 | 2 | 7 | 0 |

1. ロ：○渡辺俊 (8回0/3) - S小林宏 (1回)
2. ソ：●陽 (3回2/3) - 金澤 (1回1/3) - 甲藤 (2回) - 藤岡 (2回)
3. 勝利：渡辺俊（1勝）
4. セーブ：小林宏（1S）
5. 敗戦：陽（1敗）
6. 本塁打
ロ：今岡1号（2回1点・陽）
7. * 開始 13時00分　観衆 36,235人　時間 3時間24分
  - 審判　球審＝東 塁審＝柳田、丹波、栄村、外審＝佐藤、秋村

オーダー
| ロッテ | ロッテ | ロッテ   |
| 打順   | 守備   | 選手     |
| ------ | ------ | -------- |
| 1      | [遊]   | 西岡     |
| 2      | [中]左 | 清田     |
| 3      | [二]   | 井口     |
| 4      | [右]   | サブロー |
| 5      | [三]   | 今江     |
| 6      | [指]   | 今岡     |
|        | 打指   | 福浦     |
|        | 走指   | 田中雅   |
| 7      | [一]   | 金泰均   |
| 8      | [左]   | 大松     |
|        | 中     | 岡田     |
| 9      | [捕]   | 里崎     |

| ソフトバンク | ソフトバンク | ソフトバンク |
| 打順         | 守備         | 選手         |
| ------------ | ------------ | ------------ |
| 1            | [遊]         | 川崎         |
| 2            | [二]         | 本多         |
| 3            | [左]         | 松中         |
|              | 走           | 明石         |
| 4            | [一]         | 小久保       |
| 5            | [右]         | 多村         |
| 6            | [三]         | 松田         |
|              | 打           | オーティズ   |
|              | 走           | 城所         |
| 7            | [指]         | ペタジーニ   |
| 8            | [中]         | 長谷川       |
|              | 打中         | 柴原         |
| 9            | [捕]         | 山崎         |

第4戦の先発はソフトバンクは陽耀勲、ロッテは渡辺俊。2回表にロッテは今岡のソロ本塁打で19イニングぶりの得点を挙げると、4回表には2死1,2塁から大松の適時打によって、ファイナルステージ初の本塁打以外での得点を挙げる。6回表には1死3塁から金泰均の遊ゴロの間に3塁走者今江が生還し1点、9回表には1死3塁から井口のタイムリー内野安打で1点を追加する。ソフトバンクは8回までは渡辺俊の前に手も足も出なかったが、9回裏に無死1,3塁から小久保の適時打による1点、渡辺俊から代わった小林宏から2死満塁とすると柴原が押し出し死球の1点で計2点を返す。なおも満塁で逆転サヨナラのチャンスを得るが、最後は山崎が捕邪飛に倒れゲームセット。ロッテが2勝3敗と踏みとどまった。

#### 第5戦（10月18日）
●ソフトバンク 2－5 ロッテ○　（ヤフードーム）
|              | 1 | 2 | 3 | 4 | 5 | 6 | 7 | 8 | 9 | R | H  | E |
| ------------ | - | - | - | - | - | - | - | - | - | - | -- | - |
| ロッテ       | 0 | 0 | 0 | 0 | 0 | 0 | 3 | 0 | 2 | 5 | 11 | 0 |
| ソフトバンク | 1 | 0 | 0 | 0 | 0 | 0 | 0 | 1 | 0 | 2 | 7  | 0 |

1. ロ：大嶺 (2回) - 小野 (3回1/3) - ○内 (1回2/3) - H伊藤 (1回) - S小林宏 (1回)
2. ソ：大隣 (5回) - ●ファルケンボーグ (1回0/3) - 攝津(1回) - 森福 (1回2/3) - 金澤 (0回1/3)
3. 勝利：内（1勝）
4. セーブ：小林宏（2S）
5. 敗戦：ファルケンボーグ（1敗）
6. 本塁打
ロ：清田2号（9回2点・森福）
7. * 開始 18時00分　観衆 33,108人　時間 3時間17分
  - 審判　球審＝秋村 塁審＝佐藤、柳田、丹波、外審＝東、栄村

オーダー
| ロッテ | ロッテ | ロッテ   |
| 打順   | 守備   | 選手     |
| ------ | ------ | -------- |
| 1      | [遊]   | 西岡     |
| 2      | [中]左 | 清田     |
| 3      | [二]   | 井口     |
| 4      | [右]   | サブロー |
| 5      | [三]   | 今江     |
| 6      | [指]   | 今岡     |
|        | 打指   | 福浦     |
|        | 走指   | 田中雅   |
|        | 打指   | 青野     |
| 7      | [一]   | 金泰均   |
| 8      | [左]   | 大松     |
|        | 中     | 岡田     |
| 9      | [捕]   | 里崎     |

| ソフトバンク | ソフトバンク | ソフトバンク |
| 打順         | 守備         | 選手         |
| ------------ | ------------ | ------------ |
| 1            | [遊]         | 川崎         |
| 2            | [二]         | 本多         |
| 3            | [指]         | オーティズ   |
|              | 走指         | 福田         |
| 4            | [一]         | 小久保       |
| 5            | [右]         | 多村         |
| 6            | [左]         | 松中         |
|              | 走中         | 城所         |
|              | 打           | ペタジーニ   |
|              | 左           | 明石         |
| 7            | [三]         | 松田         |
| 8            | [中]左中     | 長谷川       |
| 9            | [捕]         | 山崎         |
|              | 打           | 李机浩       |

第5戦の先発はソフトバンクは大隣、ロッテは3か月ぶりの登板となる大嶺。ソフトバンクは1回裏、2死2塁から小久保が適時二塁打を放ち1点を先制する。ソフトバンク先発の大隣は5回を2安打無失点に抑えるが、6回よりファルケンボーグに交代すると、ロッテは7回表に無死3塁からサブローの適時二塁打で同点とし、代わった攝津からも1死3塁から代打福浦が右前適時打、さらに2死1,3塁から里崎が右越え適時二塁打を放ち、計3点を挙げ逆転に成功。ソフトバンクは8回裏に無死1塁からオーティズの適時二塁打で1点を返し、なおも無死2塁と同点のチャンスを迎えるが、小久保、多村、ペタジーニの3者が凡退し1点止まり。するとロッテは直後の9回表に清田が2点本塁打を放ちソフトバンクを突き放し、最後は小林宏が3者凡退に抑え勝利。ソフトバンクの救援投手陣を打ち崩したロッテが日本シリーズ進出へ逆王手をかけた。
両チームが3勝3敗のタイとなり、アドバンテージ導入後の2008年以降のクライマックスシリーズ・ファイナル(第2)ステージにおいて、ファースト(第1)ステージ勝者チームの王手、および第6戦での決着がいずれも初となった。
清田は新人選手としては4人目となるポストシーズン複数本塁打。

#### 第6戦（10月19日）
●ソフトバンク 0－7 ロッテ○　（ヤフードーム）
|              | 1 | 2 | 3 | 4 | 5 | 6 | 7 | 8 | 9 | R | H  | E |
| ------------ | - | - | - | - | - | - | - | - | - | - | -- | - |
| ロッテ       | 0 | 0 | 0 | 0 | 4 | 0 | 0 | 3 | 0 | 7 | 10 | 1 |
| ソフトバンク | 0 | 0 | 0 | 0 | 0 | 0 | 0 | 0 | 0 | 0 | 4  | 0 |

1. ロ：○成瀬 (9回)
2. ソ：●杉内 (4回2/3) - 森福 (0回1/3) - 和田(2回) - ファルケンボーグ (1回) - 攝津 (1回)
3. 勝利：成瀬（2勝）
4. 敗戦：杉内（2敗）
5. 本塁打
ロ：大松2号（8回2点・ファルケンボーグ）
6. * 開始 18時00分　観衆 33,515人　時間 2時間49分
  - 審判　球審＝栄村 塁審＝東、佐藤、柳田、外審＝秋村、丹波

オーダー
| ロッテ | ロッテ | ロッテ   |
| 打順   | 守備   | 選手     |
| ------ | ------ | -------- |
| 1      | [遊]   | 西岡     |
| 2      | [中]   | 清田     |
| 3      | [二]   | 井口     |
| 4      | [右]   | サブロー |
| 5      | [三]   | 今江     |
| 6      | [指]   | 今岡     |
|        | 打指   | 塀内     |
|        | 打指   | 福浦     |
| 7      | [一]   | 金泰均   |
| 8      | [左]   | 大松     |
| 9      | [捕]   | 里崎     |

| ソフトバンク | ソフトバンク | ソフトバンク |
| 打順         | 守備         | 選手         |
| ------------ | ------------ | ------------ |
| 1            | [遊]         | 川崎         |
| 2            | [二]         | 本多         |
| 3            | [指]         | オーティズ   |
| 4            | [一]         | 小久保       |
| 5            | [右]         | 多村         |
| 6            | [左]         | 松中         |
| 7            | [三]         | 松田         |
| 8            | [中]         | 長谷川       |
| 9            | [捕]         | 山崎         |
|              | 打捕         | 田上         |

最終戦の先発は初戦と同じでソフトバンクは杉内、ロッテは成瀬がともに中4日で先発。ロッテは5回表、制球の定まらない杉内を攻め2死満塁から井口が死球、サブローが四球と連続押し出しで2点、さらに今江が中前に2点適時打を放ち杉内をKO。ソフトバンクは6回から、第2戦完投勝利の和田を中3日で登板させる執念の采配を見せ、和田はこれに応え2イニングを無失点に抑えるが、打線は成瀬の前に沈黙。そして和田に代わって4番手のファルケンボーグが登板した8回、ロッテは1死2塁から金泰均の適時打、さらに続く大松の2ランで決定的な3点を挙げる。第1戦に続いて2戦連続で中4日で先発した成瀬はソフトバンク打線を4安打無四球、二塁を踏ませず一度も得点圏に走者を許さない完璧な投球内容で113球の完封勝利。ロッテが4勝3敗で4勝先取となり、2005年以来5年ぶりの日本シリーズ進出を決めた。一方ソフトバンクはこのファイナルステージで本塁打ゼロに終わり、再三の好機を逸すなど打線が不調で、加えて第4戦以降は頼みの救援投手陣も不調だった事などが響き、2004年以降のプレーオフから数えて6連続で敗退、2007年以降のクライマックスシリーズに限っても3連続で敗退となった。　またこの結果、前身のダイエーを含め12球団最多３度(31年ぶりに記録更新)のシーズン首位ながらプレーオフ敗退を経験した。
ロッテは、シーズン3位からの日本シリーズ進出及び、2008年からのアドバンテージ導入以降、ファースト（第1）ステージ勝者チームとしてはプロ野球史上初の進出となった。パ・リーグがプレーオフ制度を導入した2004年以降、両リーグでレギュラーシーズン勝率1位の球団が第2ステージで敗退し日本シリーズ進出を逃したのは、2004年のダイエー（西武に2勝3敗で敗退）、2005年のソフトバンク（ロッテに2勝3敗で敗退）、2007年の巨人（中日に0勝3敗で敗退）以来4例目で、クライマックスシリーズでは2例目であるが、2008年以降のアドバンテージ制導入後における1位球団の敗退は、両リーグを通じ史上初めての事例となった。また2021年現在、パ・リーグ単独時代も含め、レギュラーシーズン勝率1位の球団が先に王手をかけながら敗退した唯一の事例となっている。
ソフトバンクはこの敗退の1年後、翌年リーグ連覇するとファイナルステージで初めてCSを突破するとそれ以降はリーグ優勝したシーズンでは一度も敗退することなく日本シリーズに進出しており、いずれも日本一になっていたが、2024年の日本シリーズでは敗退した。

## 表彰選手
- MVP(マニュライフ生命　生命賞)
  - 里崎智也（ファーストステージ）
  - 成瀬善久（ファイナルステージ）
- マニュライフ生命　特別賞
  - 大松尚逸（ファイナルステージ）

## テレビ・ラジオ放送

### テレビ放送

#### ファーストステージ放送日程
第1戦（10月9日）
- テレビ埼玉（TVS）《埼玉県ローカル》
  - 実況：加藤暁、解説：片平晋作、リポート：菊田かなえ
  - 放送時間：13:00 - 16:00
- NHK衛星第1
  - 実況：豊原謙二郎、解説：武田一浩、リポート：上野速人（西武サイド）、宮田貴行（ロッテサイド）
  - 放送時間：13:00 - 16:30
- J sports Plus
  - 実況：島村俊治、解説：松沼博久、リポート：中田浩光
  - 放送時間：12:45 - 17:00

第2戦（10月10日）
- NHK衛星第1、NHKワールド・プレミアム
  - 実況：工藤三郎、解説：小早川毅彦、リポート：上野速人（西武サイド）、宮田貴行（ロッテサイド）
  - 放送時間：13:00 - 16:30
- J sports Plus
  - 実況：石原敬士、解説：片平晋作、リポート：中田浩光
  - 放送時間：12:45 - 17:00

第3戦（10月11日）が開催されていた場合は、NHK衛星第1とJ sports Plusで放送される予定だった。
第1戦を中継したテレビ埼玉（TVS）は、地上デジタル放送では031chのみでの放送となった。032 - 033chは12:30 - 14:30に「中央競馬ワイド中継」を通常通り放送した。また、テレビ埼玉では通常、大友進か松沼雅之が解説を担当するが、この日のみ片平晋作が解説を務めた。

#### ファイナルステージ放送日程
第1戦（10月14日）
- RKB毎日放送《福岡地区ローカル》
  - 実況：櫻井浩二、解説：加藤伸一、ゲスト：工藤公康、リポート：茅野正昌（両サイド兼務）
  - 放送時間：18:15 - 20:54
- TOKYO MX《東京都ローカル》
  - 実況：長友美貴子、解説：山内孝徳
  - 放送時間：18:00 - 21:40
- NHK衛星第1
  - 実況：工藤三郎、解説：伊東勤、リポート：道谷眞平（ソフトバンクサイド）、伊藤慶太（ロッテサイド）
  - 放送時間：18:00 - 21:30
- J sports ESPN
  - 実況：佐藤征一、解説：若菜嘉晴、リポート：鈴木千恵
  - 放送時間：17:45 - 23:20

第2戦（10月15日）
- テレビ西日本（TNC）《福岡地区ローカル》
  - 実況：大谷真宏、解説：達川光男、池田親興、リポート：江坂透（両サイド兼務）
  - 放送時間：19:00 - 21:00
- NHK衛星第1
  - 実況：早瀬雄一、解説：大島康徳、リポート：坂梨哲士（ソフトバンクサイド）、上野速人（ロッテサイド）
  - 放送時間：18:00 - 21:30
- J sports ESPN
  - 実況：大前一樹、解説：若田部健一、リポート：鈴木千恵
  - 放送時間：17:45 - 23:20

第3戦（10月16日）
- 九州朝日放送（KBC）《yab、KAB、NCC、KAB、QAB　全6局ネット》
  - 実況：田上和延、解説：西村龍次、リポート：小林徹夫（両サイド兼務）
  - 放送時間：13:00 - 16:00（KBC、延長あり）、14:00 - 15:55（yab、KAB、NCC、QAB）、14:00 - 16:00（KAB）
- NHK衛星第1
  - 実況：道谷眞平、解説：与田剛、リポート：早瀬雄一（ソフトバンクサイド）、上野速人（ロッテサイド）
  - 放送時間：13:00 - 16:30
- J sports ESPN
  - 実況：信川竜太、解説：森脇浩司、リポート：鈴木千恵
  - 放送時間：12:45 - 17:00

第4戦（10月17日）
- 福岡放送（FBS）《福岡地区ローカル》
  - 実況：松井礼明、解説：長池徳士、若菜嘉晴、リポート：福岡竜馬（ソフトバンクサイド）、平川健太郎（NTV、ロッテサイド）
  - 放送時間：12:55 - 15:25（最大延長16:55）
- NHK衛星第1
  - 実況：福澤浩行、解説：武田一浩、リポート：早瀬雄一（ソフトバンクサイド）、上野速人（ロッテサイド）
  - 放送時間：13:00 - 16:30
- J sports ESPN
  - 実況：加藤暁、解説：藤本博史、リポート：鈴木千恵
  - 放送時間：12:45 - 17:00

第5戦（10月18日）
- テレビ西日本（TNC）《福岡地区ローカル》
  - 実況：大谷真宏、解説：高木豊、池田親興、リポート：江坂透（ソフトバンクサイド）、田淵裕章（CX、ロッテサイド）
  - 放送時間：19:00 - 21:00
- TOKYO MX《東京都ローカル》
  - 実況：長友美貴子 解説：山内孝徳
  - 放送時間：18:00 - 21:35
- NHK衛星第1
  - 実況：伊藤慶太、解説：鈴木啓示、リポート：早瀬雄一（ソフトバンクサイド）、福澤浩行（ロッテサイド）
  - 放送時間：18:00 - 21:30
- J sports ESPN
  - 実況：加藤暁、解説：藤本博史、リポート：鈴木千恵
  - 放送時間：17:45 - 23:20

第6戦（10月19日）
- TVQ九州放送《福岡地区ローカル》
  - 実況：結城亮二 解説：藤本博史、吉田修司、リポート：山本圭介（ソフトバンクサイド）、植草朋樹（TX、ロッテサイド）
  - 放送時間：18:30 - 20:54（試合展開により最大延長21:48まで）
- NHK衛星第1
  - 実況：坂梨哲士、解説：伊東勤、リポート：早瀬雄一（ソフトバンクサイド）、上野速人（ロッテサイド）
  - 放送時間：18:00 - 21:30
- J sports ESPN
  - 実況：佐藤征一、解説：若菜嘉晴、リポート：鈴木千恵
  - 放送時間：17:45 - 23:20

### ラジオ放送

#### ファーストステージ放送日程
第1戦（10月9日）
- 文化放送（QR）《KBCとの2局ネット》
  - 実況：斉藤一美、解説：東尾修、ゲスト：工藤公康、リポーター：上野智広（西武サイド）、かわのをとや（俳優、ロッテサイド）、半田あい（スタンドリポーター）
  - 放送時間：QRは13:00 -、KBCは12:55 -（試合終了まで）

第2戦（10月10日）
- 文化放送（QR）《KBCとの2局ネット》
  - 実況：飯塚治、解説：山崎裕之、リポーター：斉藤一美（西武サイド）、かわのをとや（俳優、ロッテサイド）、有馬香（スタンドリポーター）
  - 放送時間：QRは13:00 -、KBCは12:55 -（試合終了まで）

※第3戦が実施されていたら、文化放送（QR）《KBCとの2局ネット》で放送される予定だった。

#### ファイナルステージ放送日程
各局が放送している地域でのローカル中継であったが、文化放送（QR）がパ・リーグクライマックスシリーズ全試合にてNRN関東地区担当ということも有り、KBCラジオと文化放送（QR）の中継はリポーターが共通となった。
第1戦（10月14日）
- RKBラジオ《福岡地区ローカル》
  - 実況：石田一洋、解説：浜名千広、リポーター：田中友英（両サイド兼務）
  - 放送時間：17:55 -（試合終了まで）
- KBCラジオ《福岡地区ローカル》
  - 実況：田上和延、解説：藤原満、リポーター：沖繁義（ソフトバンクサイド）、上野智広（QR、ロッテサイド）
  - 放送時間：18:05 -（試合終了まで）
- 文化放送（QR）《関東広域圏ローカル》
  - 実況：斉藤一美、解説：東尾修、ゲスト：松井稼頭央、リポーター：沖繁義（KBC、ソフトバンクサイド）、上野智広（ロッテサイド）
  - 放送時間：17:50 -（試合終了まで）
- ニッポン放送（LF）《関東広域圏ローカル》
  - 実況：煙山光紀、解説：田尾安志、リポーター：山田透（ソフトバンクサイド）、山内宏明（ロッテサイド）
  - 放送時間：17:40 -（試合終了まで）
- TBSラジオ《関東広域圏ローカル》
  - 実況：戸崎貴広、解説：佐々木主浩、ゲスト：金子千尋（オリックス投手）、リポーター：伊藤隆佑（両サイド兼務）
  - 放送時間：18:00 -（試合終了まで）
- NHKラジオ第1 （九州・沖縄地方のみ）
  - 実況：上野速人、解説：森脇浩司、リポーター：道谷眞平（ソフトバンクサイド）、伊藤慶太（ロッテサイド）
  - 放送時間：18:00 - 18:50、19:30 - 21:30

第2戦（10月15日）
- RKBラジオ《福岡地区ローカル》
  - 実況：櫻井浩二、解説：加藤伸一、リポーター：田中友英（両サイド兼務）
  - 放送時間：17:55 -（試合終了まで）
- KBCラジオ《福岡地区ローカル》
  - 実況：小林徹夫、解説：西村龍次、リポーター：田上和延（ソフトバンクサイド）、上野智広（QR、ロッテサイド）
  - 放送時間：18:05 -（試合終了まで）
- 文化放送（QR）《関東広域圏ローカル》
  - 実況：飯塚治、解説：東尾修、ゲスト：工藤公康、リポーター：田上和延（KBC、ソフトバンクサイド）、上野智広（ロッテサイド）
  - 放送時間：17:50 -（試合終了まで）
- ニッポン放送（LF）《関東広域圏ローカル》
  - 実況：山内宏明、解説：デニー友利、リポーター：山田透（ソフトバンクサイド）、煙山光紀（ロッテサイド）
  - 放送時間：17:40 -（試合終了まで）
- TBSラジオ《関東広域圏ローカル》
  - 実況：林正浩、解説：田淵幸一、ゲスト：建山義紀、リポーター：伊藤隆佑（ソフトバンクサイド）、戸崎貴広（ロッテサイド）
  - 放送時間：18:00 -（試合終了まで）
- NHKラジオ第1 （九州・沖縄地方のみ）
  - 実況：伊藤慶太、解説：森脇浩司、リポーター：坂梨哲士（ソフトバンクサイド）、上野速人（ロッテサイド）
  - 放送時間：18:00 - 18:50、19:30 - 21:30

第3戦（10月16日）
- RKBラジオ《福岡地区ローカル》
  - 実況：服部義夫、解説：浜名千広、リポーター：田中友英
  - 放送時間：13:00 -（試合終了まで）
- KBCラジオ《福岡地区ローカル》
  - 実況：沖繁義、解説：藤原満、リポーター：小林徹夫（ソフトバンクサイド）、飯塚治（QR、ロッテサイド）
  - 放送時間：12:55 -（試合終了まで）
- 文化放送（QR）《関東広域圏ローカル》
  - 実況：上野智広、解説：山崎裕之、ゲスト：工藤公康、リポーター：小林徹夫（KBC、ソフトバンクサイド）、飯塚治（ロッテサイド）
  - 放送時間：13:00 -（試合終了まで）
- NHKラジオ第1
  - 実況：坂梨哲士、解説：伊東勤、リポーター：早瀬雄一（ソフトバンクサイド）、上野速人（ロッテサイド）
  - 放送時間：13:05 - 16:00

※ニッポン放送（LF）はセ・リーグクライマックスシリーズファーストステージ「阪神×巨人」第1戦を放送したため予備カード扱いとなった。放送が実現した場合、解説：デニー友利、実況：山田透の体制になる予定であった。TBSラジオは当日ワイド番組を優先したため、セパともに放送なし。
第4戦（10月17日）
- RKBラジオ《福岡地区ローカル》
  - 実況：田中友英、解説：山内孝徳、リポーター：石田一洋（両サイド兼務）
  - 放送時間：13:00 -（試合終了まで）
- KBCラジオ《福岡地区ローカル》
  - 実況：太田祐輔、解説：西村龍次、リポーター：沖繁義（ソフトバンクサイド）、上野智広（QR、ロッテサイド）
  - 放送時間：12:55 -（試合終了まで）
- 文化放送（QR）《関東広域圏ローカル》
  - 実況：斉藤一美、解説：山崎裕之、ゲスト：工藤公康、リポーター：沖繁義（KBC、ソフトバンクサイド））、上野智広（ロッテサイド）
  - 放送時間：13:00 -（試合終了まで）
- NHKラジオ第1
  - 実況：小野塚康之、解説：山本和行、リポーター：早瀬雄一（ソフトバンクサイド）、上野速人（ロッテサイド）
  - 放送時間：13:05 - 16:00

※ニッポン放送（LF）とTBSラジオはセ・リーグクライマックスシリーズファーストステージ「阪神×巨人」第2戦を放送したため予備カード扱いとなった。放送が実現した場合、ニッポン放送（LF）は実況：宮田統樹、解説：黒木知宏、TBSラジオは実況：清水大輔、解説：盛田幸妃の体制になる予定であった。ただし両局とも「阪神×巨人」の中で上記メンバーによる現地からの実況挿入があった。
第5戦（10月18日）
- RKBラジオ《福岡地区ローカル》
  - 実況：茅野正昌、解説：浜名千広、リポーター：石田一洋（両サイド兼務）
  - 放送時間：17:55 -（試合終了まで）
- KBCラジオ《福岡地区ローカル》
  - 実況：小林徹夫、解説：藤原満、リポーター：田上和延（ソフトバンクサイド）、斉藤一美（QR、ロッテサイド）
  - 放送時間：18:05 -（試合終了まで）
- 文化放送（QR）《関東広域圏ローカル》
  - 実況：松島茂、解説：松沼雅之、ゲスト：山﨑武司（楽天内野手）、リポーター：田上和延（KBC、ソフトバンクサイド）、斉藤一美（ロッテサイド）
  - 放送時間：17:50 -（試合終了まで）
- ニッポン放送（LF）《関東広域圏ローカル》
  - 実況：山田透、解説：黒木知宏、リポーター：煙山光紀（ソフトバンクサイド）、宮田統樹（ロッテサイド）
  - 放送時間：17:40 -（試合終了まで）
- TBSラジオ《関東広域圏ローカル》
  - 実況：戸崎貴広、解説：川口和久、リポーター：清水大輔（両サイド兼務）
  - 放送時間：18:00 -（試合終了まで）
- NHKラジオ第1、NHKワールド・ラジオ日本[6]
  - 実況：上野速人、解説：武田一浩、リポーター：早瀬雄一（ソフトバンクサイド）、福澤浩行（ロッテサイド）
  - 放送時間：18:05 - 18:50、19:30 - 21:00

※ニッポン放送（LF）とTBSラジオは、当初の予定ではセ・リーグクライマックスシリーズファーストステージ「阪神×巨人」第3戦を放送することになっていたが、同カードは前日の第2戦で決着したため、両局での中継が実現できた。
第6戦（10月19日）
- RKBラジオ《福岡地区ローカル》
  - 実況：石田一洋、解説：加藤伸一、リポーター：田中友英（両サイド兼務）
  - 放送時間：17:55 -（試合終了まで）
- KBCラジオ《福岡地区ローカル》
  - 実況：沖繁義、解説：西村龍次、リポーター：小林徹夫（ソフトバンクサイド）、松島茂（QR、ロッテサイド）
  - 放送時間：18:05 -（試合終了まで）
- 文化放送（QR）《関東広域圏ローカル》
  - 実況：斉藤一美、解説：松沼雅之、ゲスト：山﨑武司（楽天内野手）、リポーター：小林徹夫（KBC、ソフトバンクサイド）、松島茂（ロッテサイド）
  - 放送時間：17:50 -（試合終了まで）
- ニッポン放送（LF）《関東広域圏ローカル》
  - 実況：煙山光紀、解説：大矢明彦、リポーター：宮田統樹（ソフトバンクサイド）、山田透（ロッテサイド）
  - 放送時間：17:40 -（試合終了まで）
- TBSラジオ《関東広域圏ローカル》
  - 実況：清水大輔、解説：盛田幸妃、リポーター：戸崎貴広（両サイド兼務）
  - 放送時間：18:00 -（試合終了まで）
- NHKラジオ第1、NHKワールド・ラジオ日本[6]
  - 実況：道谷眞平、解説：鈴木啓示、リポーター：早瀬雄一（ソフトバンクサイド）、上野速人（ロッテサイド）
  - 放送時間：18:05 - 18:50、19:30 - 21:00

## パブリックビューイング
ファーストステージ、ファイナルステージ全試合がアウェーでの開催となった千葉ロッテマリーンズは、地元のファンのために全試合において千葉マリンスタジアムでパブリックビューイングを開催した。
入場無料ながら特別ゲスト（解説）に元ロッテマリーンズの立川隆史を迎えたほか、球団マスコットも総動員され、千葉市の熊谷俊人市長も「96 KUMAGAI」の背番号・ネーム入りホームユニフォーム姿で応援に駆け付けたほか、日本シリーズ進出が決まった試合では内野1、2階席が解放され約1万3000人の観客が訪れた。